# Taller de Mosaics Jordi Albareda
El Taller de Mosaics Jordi Albareda és un edifici del municipi d'Igualada (Anoia). Forma part de l'Inventari del Patrimoni Arquitectònic de Catalunya.

## Descripció
És una senzilla construcció industrial destinada a taller de mosaics i altres tipus de pedres. Es tracta d'un edifici de planta longitudinal de dos pisos d'alçada. A la porta inferior s'hi situa la porta d'entrada al taller amb un ample arc escarser sustentat sobre unes amples pilastres de pedra que, a la vegada, fan de mur de l'edifici. Una altra porta de dimensions més petites permet l'accés directe a la planta superior on dues finestres amb un balcó de línia ondulada són els únics elements que s'hi poden trobar i que trenquen amb la monotonia i senzillesa del conjunt.